# Месје 48
Месје 48 (М48) је расејано звездано јато у сазвежђу Хидра које се налази у Месјеовом каталогу објеката дубоког неба.
Деклинација објекта је - 5° 45' 2" а ректасцензија 8h 13m 43,1s. Привидна величина (магнитуда) објекта М48 износи 5,8. М48 је још познат и под ознакама NGC 2548, OCL 584.